# Intel 4040
De Intel 4040 microprocessor was een opvolger van de Intel 4004. Hij werd geïntroduceerd in 1974.
De 4040 werd hoofdzakelijk gebruikt in spelletjes, ontwikkeling en controle-installaties. De behuizing van de 4040 is meer dan tweemaal zo breed als die van de 4004 en heeft 24 pins in vergelijking met de 16 pins van de 4004. De 4040 werd uitgebreid met 14 instructies, grotere stack (8 niveaus), 8k programmaruimte, 8 extra registers en interruptcapaciteiten (inclusief schaduwen van de eerste 8 registers).
De 4040 wordt ook wel MCS-40 genoemd.

## Nieuwe eigenschappen
- Interrupt
- Enkele stap (Single Step)

## Uitbreidingen
- de instructieset werd tot 60 instructies uitgebreid
- het programmageheugen werd uitgebreid naar 8K bytes
- de registers werden uitgebreid tot 24
- de subroutinestack werd 7 niveaus diep

## Ontwerpers
Federico Faggin creëerde de architectuur en gaf leiding aan Tom Innes die het gedetailleerd ontwerp maakte.

## Varianten
- 4201 - Klok generator 500 to 740 kHz gebruik van 4 naar 5185 MHz crystals
- 4308 - 1K byte ROM
- 4207 - Algemene Doel byte uitvoerpoort
- 4209 - Algemene Doel byte invoerpoort
- 4211 - Algemene Doel byte I/O poort
- 4289 - Standaard Geheugen Interface (herplaatst 4008/4009)
- 4702 - 256 byte UVEPROM
- 4316 - 2K byte ROM
- 4101 - 256 4-bit word RAM